# Proconvoluta primitiva
Proconvoluta primitiva är en plattmaskart som beskrevs av Jürgen Dörjes 1968. Proconvoluta primitiva ingår i släktet Proconvoluta och familjen Isodiametridae. Inga underarter finns listade i Catalogue of Life.